# Любовный напиток № 9
«Любовный напиток № 9» (англ. Love Potion # 9) — американская романтическая комедия. Премьера состоялась 23 ноября 1992 года. Сценарий картины был создан по мотивам песни «Love Potion #9» дуэта Джерри Либер и Майк Столлер.

## Сюжет
Друзья уговаривают Пола Мэтьюза, биохимика, не имеющего особого успеха у женщин, посетить цыганку, мадам Рут. Она дает ему «Любовный напиток № 8», эликсир, который может мгновенно влюбить в него любую особь противоположного пола — достаточно только с ней заговорить (о чём угодно). Пол делится зельем со своей знакомой Дианой. Её личная жизнь тоже не слишком успешна. После серии экспериментов на животных, они предполагают, что фармакологический эффект заключается в воздействии на внутреннее ухо у особы противоположного пола.	
Далее они решают опробовать средство на себе, и начинают «научный эксперимент», который вскоре выходит из-под контроля. Пол и Диана пускаются в серию сексуальных приключений и заходят далеко. Диане удалось охмурить даже представителя королевского дома Великобритании. Пол, после очередного развлечения, едва не потерял всё своё имущество, встретившись со старой знакомой проституткой Марисой, которая заодно и помогала обнести дома клиентов. Пол решает прекратить эксперимент и понимает, что его влечёт к Диане. Они какое-то время встречаются и сближаются. Тем временем бывший парень Дианы Гэри, с удивлением наблюдает феноменальный успех у мужчин его девушки. Раньше она у него была своеобразной «запасной», когда ему не с кем было поразвлечься. Теперь у Гари нет шансов. Он начинает разбираться в причинах и выходит на мадам Рут. Гари тоже вооружается любовным средством и влюбляет в себя обратно Диану.
Пол понимает, как преуспел его соперник. Ещё раз навестив мадам Рут он узнаёт, что снять «эффект» от напитка № 8 может только более сильнодействующий напиток № 9, который не создаёт чувство любви, а полностью очищает его от фальши, оставив реальное чувство, если оно и вправду существовало до применения восьмого напитка. Теперь любовь, если была искренней, останется такой навсегда. Но Пол сильно рискует, если Диана по настоящему не любила его, она возненавидит его до конца жизни. Прорвавшись на свадьбу Дианы и Гэри, он смог сделать так чтобы она также приняла напиток № 9 и насильно поцеловал её. К счастью его предположение оказалось верным и они с Дианой воссоединяются.

## В ролях
- Тейт Донован — Пол Мэтьюз
- Сандра Буллок — Диана Фарроу
- Мэри Мара — Мариса
- Дейл Мидкифф — Гэри Логан
- Хиллари Смит — Салли
- Энн Бэнкрофт — мадам Рут
- Дилан Бейкер — принц Джефри
- Блейк Кларк — полицейский
- Брюс Маккарти — Джефф
- Ребекка Стааб — Шерил
- Эдриан Пол — Энрико
- Рик Райтц — Дэйв

## Восприятие
Эмануэль Леви в обзоре для Variety назвал фильм «легкомысленной романтической комедией» и далее говорит, что фильм «слишком старается быть милым». Болтливый юмор и акцент на ценности «хорошего самочувствия» нацелены на толпу любителей знакомств и пар двадцати с небольшим лет. Но отсутствие настоящего остроумия и комической живости, отсутствие звездных имен и вялый темп делают фильм менее привлекательным, чем он мог бы быть.